# Los Gatos (groupe)
Pour la ville californienne, voir Los Gatos.
Los Gatos est un groupe de rock argentin, originaire de Rosario et Buenos Aires. Il est l'un des premiers groupes argentins de rock. Formé en 1967, à la suite de la séparation de Los Gatos Salvajes, le groupe est considéré comme l'un des fondateurs du rock argentin et l'un des précurseurs du rock chanté en espagnol. Il est également le premier à composer entièrement son propre matériel. Son premier succès, La Balsa, est considérée comme la chanson fondatrice du rock argentin.

## Biographie

### Débuts (1967–1968)

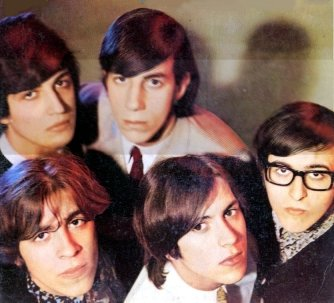
Photo promotionnelle de Los Gatos, datant de 1967.

Le groupe commence à jouer à La Cueva. Ce petit club de jazz était situé au 1723 de la avenida Pueyrredón à Buenos Aires. C'est là que se rencontrait les rares musiciens et fans de la scène rock locale. Le groupe se forma en mars 1967. Il était constitué de Kay à la guitare, Litto Nebbia à l'harmonica et au chant, Ciro Fogliatta au clavier, Alfredo Toth à la basse et Oscar Moro à la batterie.
Ce groupe et d'autres avaient leur épicentre dans un triangle formé par un petit local appelé La Cueva, l'Instituto Di Tella (au 900 de la calle Florida) et la Plaza Francia. Quelques-uns de ces groupes et musiciens furent : Los Gatos Salvajes (avec Litto Nebbia, Ciro Fogliatta et Oscar Moro, The Seasons (avec Carlos Mellino et Alejandro Medina), Moris Birabent, Miguel Abuelo, Daniel Irigoyen, Tanguito et les journalistes et poètes Pipo Lernoud et Miguel Grinberg.
Le soir, quand ils finissaient de jouer à La Cueva, les musiciens allaient attendre le lever du jour sur les places ou dans les bars qui étaient ouverts toute la nuit. « Quand nous sortions de La Cueva, si c'était l'été nous allions sur une place, et si c'était l'hiver, nous allions dans un bar, et nous y restions jusqu'à 8 heures du matin. Dans ces bœufs, Litto chantait ses chansons, et Moris, Javier et Tango les leurs. Cette époque fut assez similaire à celle du tango. »
Entre ces bars, il y avait la pizzeria La Perla (del Once) qui était située en face de la Plaza Miserere, à l'angle des avenues Rivadavia et Jujuy. Ce lieu était un point de rencontre habituel car il était placé sur le chemin de la pension Santa Rosa dans laquelle vivait Litto Nebbia et d'autres musiciens. C'est là bas que Litto Nebbia et Tanguito composèrent en 1967 la chanson La Balsa.
En juin 1967, Los Gatos enregistrèrent deux chansons de rock en espagnol pour le label RCA : Ayer nomás (composée par Mauricio Birabent) et La Balsa. Le 3 juillet, les deux chansons sont lancées dans le cadre d'un disque. Ce disque est un succès majeur au près des jeunes. Près de 250 000 exemplaires sont vendus et La Balsa devient la chanson de l'été 1967/1968. Ce succès brise l'idée selon laquelle le rock devait être chanté en anglais, car l'espagnol ne disposait pas d'une bonne sonorité.
Peu de mois après, Los Gatos sortent leur premier album. Cet album comprend onze chansons, quasiment toutes composées par Litto Nebbia, excepté La Balsa, qui est coécrite avec Tanguito et Ayer nomás composée par Moris.
Le succès des ventes ouvre alors au groupe les portes de la télévision. Los Gatos, avec Litto Nebbia comme leader, se transforment en rock stars. Le groupe se sépare en partie en 1968, après avoir enregistré leur trois premier albums et avoir voyagé aux États-Unis. Là-bas, ils achètent des instruments et de l'équipement.

### Seconde phase (1969–1970)

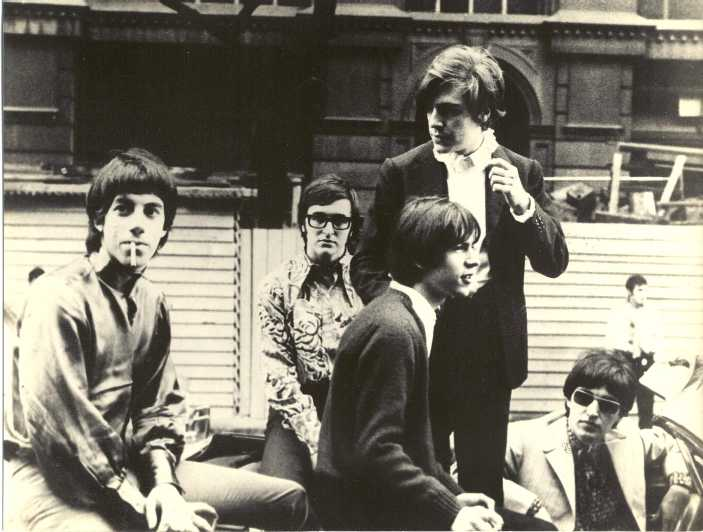
Los Gatos en 1968.

Ils se réunissent finalement à la fin de 1969 avec Pappo à la place de Kay Galifi. Ce dernier s'était marié et installé au Brésil. Avec cette nouvelle formation, le groupe enregistre deux nouveaux disques. Le premier, Beat No 1, est sorti en 1968. L'influence de Pappo se ressent avec des chansons plus rock qu'auparavant. Le second, Rock de la mujer perdida, est encore plus rock que le précédent.
Après cet album, Pappo quitte le groupe. Ce départ est dû à des différents musicaux (le groupe était en train de devenir trop soul à son goût) ainsi qu'à son envie de préparer des projets personnels. Le groupe entreprend alors l'enregistrement d'un sixième album. Ce disque allait contenir sur une face des nouvelles chansons, et sur l'autre des chansons enregistrées en live. La formation est alors composée de quatre membres, dont Toth à la guitare solo, et Litto Nebbia à la basse, au chant et à l'harmonica. Avant la séparation du groupe, ce disque est mis au fond d'un tiroir jusqu'en 1987. Année durant laquelle le disque sort finalement avec la couverture originale.
Fogliatta et Pappo voyagent en Espagne. Ils emmènent avec eux, David Lebón comme chanteur et guitariste. Ils jouent divers concerts non officiels sous le nom de Los Gatos, mais sans succès. Fogliatta reste en Espagne et fait partie de la bande de Moris, qu'il a rencontré là-bas. Ensemble, ils enregistrent quelques disques.
En 2001, le groupe se réunit pour le disque West End Blues que Ciro Fogliatta était en train d'enregistrer aux studios de Litto Nebbia. Les membres de Los Gatos, à l'exception de Kay Galifi et Pappo, viennent lui rendre visite. Ils décident d'enregistrer ensemble le blues Outside of That. Pappo décède en février 2005. Puis Oscar Moro meurt en juillet 2006. Cet événement pousse les membres du groupe à se réunir de nouveau.

### Retour (2007)
En 2007, quelques membres de Los Gatos se réunissent pour réaliser une tournée en Amérique latine commémorant les 40 ans de la formation du groupe. Mais après plusieurs concerts, le succès n'est pas au rendez-vous. Le projet est tout de même enregistré. Le premier concert donné à Rosario le 23 juin 2007 donne naissance à un DVD du concert. Enfin, un second DVD sort. Celui-ci présente le concert que le groupe avait donné au Teatro Gran Rex de Buenos Aires.

## Membres

### Première formation (1967-1968)
- Alfredo Toth : basse
- Ciro Fogliatta : clavier
- Kay Galifi : guitare
- Litto Nebbia : chant et harmonica
- Oscar Moro : batterie

### Seconde formation (1969-1970)
- Alfredo Toth : basse
- Ciro Fogliatta : clavier
- Pappo : guitare
- Litto Nebbia : chant et harmonica
- Oscar Moro : batterie

### Troisième formation (1971)
- Ciro Fogliatta : clavier
- Alfredo Toth : guitare
- Litto Nebbia : basse et harmonica
- Oscar Moro : batterie

### Retour (2007)
- Alfredo Toth : basse
- Ciro Fogliatta : clavier
- Kay Galifi : guitare
- Litto Nebbia : chant et harmonica
- Invités : Rodolfo García et Daniel Colombres : batterie

## Discographie

### Albums studio
- 1967 : Los Gatos I
- 1968 : Los Gatos II
- 1968 : Seremos amigos
- 1969 : Beat no 1
- 1970 : Rock de la mujer perdida

### Albums live
- 1987 : En vivo y en estudio (enregistré en 1971)
- 2007 : Reunión 2007 en vivo
- 2015 : En vivo Gran Rex 2007

### Singles
- 1967 : La Balsa / Ayer nomás
- 1967 : Ya no quiero soñar / El rey lloró
- 1968 : La Mujer sin nombre / Las vacaciones
- 1968 : No hay tiempo que perder / Un día de fiesta
- 1968 : Seremos amigos / La chica del paraguas
- 1968 : Viento dile a la lluvia / Déjame buscar felicidad
- 1969 : Sueña y corre / Soy de cualquier lugar
- 1970 : Rock de la mujer perdida / Escapando de mí
- 1971 : Mama rock / Campo para tres

### Compilations
- 1969 : Lo Mejor de Los Gatos
- 1972 : Los Gatos
- 1972 : Los Gatos, Vol. 2
- 1975 : La balsa
- 1977 : 10 años después
- 2001 : Los Gatos: RCA Victor 100 Años
- 2004 : Inolvidables RCA: 20 grandes éxitos
- 2004 : El inicio de una era
- 2004 : 20 secretos de amor
- 2007 : Obras cumbres

### DVD
- 2007 : Reunión 2007
- 2007 : En vivo en el Gran Rex